# Тюркські мови

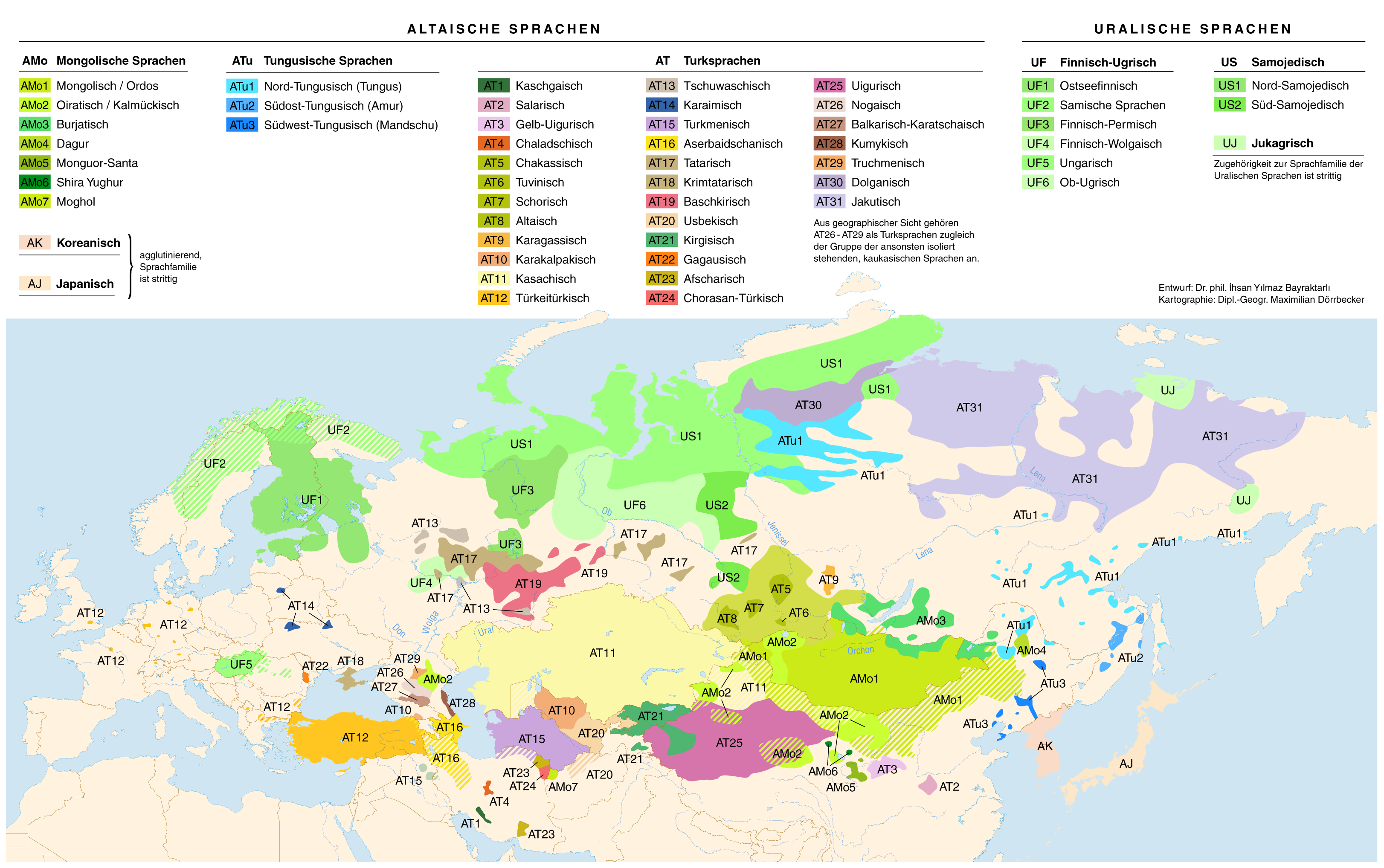
Лінгвістична карта алтайських, тюркських та уральських мов

Тю́ркські мо́ви — сім'я мов, дуже поширених в Азії та Східній Європі. Область поширення тюркських мов тягнеться від басейну річки Колима на північному сході до східного узбережжя Середземного моря та західного узбережжя Чорного моря на південному заході. Загальна кількість тих, хто розмовляє тюркськими мовами, — близько 200 млн осіб. Іноді включалася до гіпотетичної алтайської макросім'ї, однак зараз значна частина вчених відкидають цю версію з використанням історико-культурних, історико-лінгвістичних та археологічних аргументів та характеризують алтайські мови як мовний союз. Інша гіпотетична мовна сім'я, до якої включають тюркські мови, — ностратична.

## Класифікація
За класифікацією Олександра Самойловича тюркські мови поділяються на 6 груп:
- р-група або булгарська (з чуваською мовою);
- д-група або уйгурська (північно-східна) включно з узбецькою;
- тау-група або кипчацька, або половецька (північно-західна): татарська, башкирська, казахська, карачаєво-балкарська, кумицька, кримськотатарська;
- таг-лик-група або чагатайська (південно-східна);
- таг-ли група або кипчацько-туркменська;
- ол-група або огузькі мови (південно-західна); турецька (османли), азербайджанська, гагаузька, туркменська, а також південнобережні діалекти кримськотатарської мови.

Близько 157 млн мовців (2005). Головні мови: турецька, азербайджанська, казахська, киргизька, татарська, туркменська, узбецька, уйгурська, чуваська мова.

## Писемність
Найдавніші пам'ятки писемності тюркськими мовами — від VI-VII ст. Давньотюркська рунічна писемність — тюр. Orhun Yazıtları, кит.鄂尔浑文字- писемність, що застосовувалася в Центральній Азії для записів на тюркських мовах в VIII—XII ст. Від 13 ст. — на арабській графічній основі: у 20ст. графіка більшості тюркських мов зазнала латинізації, а згодом — кирилізації.
Писемність турецької мови від 1928 р. на латинській основі: від 1990-х років латинізована писемність деяких інших тюркських мов: азербайджанської, туркменської, узбецької, кримськотатарської, казахської.

## Аглютинативний стрій
Тюркські мови відносяться до так званих аглютинативних мов. Словозміна в таких мовах відбувається за рахунок додавання до початкової форми слова афіксів, що уточнюють або міняють значення слова. У тюркських мовах відсутні префікси та закінчення. Порівняймо турецьке: dost «друг», dostum «мій друг» (де um — показник належності першій особи однини: «мій»), dostumda «в мого друга» (де da — показник місцевого відмінка), dostlar «друзі» (де lar — показник множини), dostlarımdan «від моїх друзів» (де lar — показник множини, ım — показник належності до першої особи однини: «мої», dan — показник віддільного відмінка). Така ж система афіксів застосовується й до дієслів, що зрештою може призводити до створення таких складених слів як görüştürülmek «бути змушеним спілкуватися одне з одним». Словозміна іменників майже в усіх тюркських мовах має 6 відмінків (крім якутської), множина передається суфіксом lar/ler. Приналежність виражають через систему особових афіксів, приєднуваних до основи.

## Сингармонізм
Основна стаття Сингармонізм
Іншою особливістю тюркських мов є сингармонізм, що виявляє себе в тому, що афікси, які додаються до кореня мають декілька варіантів голосного — в залежності від голосного кореня. В самому корені, якщо він складається з більш ніж одного голосного, також можуть бути голосні лише одного підйому (заднього або переднього). Таким чином, маємо (приклади з турецької мови): друг dost, мова dil, день gün; мій друг dostum, моя мова dilim, мій день günüm; друзі dostlar, мови diller, дні günler.
В узбецькій мові сингармонізм втрачено: друг do'st, мова til, день kun; мій друг do'stim, моя мова tilim, мій день kunim; друзі do'stlar, мови tillar, дні kunlar. Також сингармонізм зник в літературних уйгурській, кримчацькій, урумській мовах.

## Інші характерні риси
Особливістю тюркських мов є відсутність наголосу у словах[джерело?], тобто слова вимовляються по складах.
Система вказівних займенників — тричленна: ближчий, дальший, віддалений (тур. bu — şu — о). У системі дієвідмінювання наявні два типи особових закінчень: перший — фонетично змінені особові займенники — виступає в більшості часових форм: другий тип — пов'язаний з присвійними афіксами — використовується лише у минулому часі на di та в умовному способі. Заперечення має різні показники для дієслова (ma/ba) та імен (değil).
Утворення синтаксичних сполучень — як означальних, так і предикативних — однакове за типом: залежне слово передує головному. Характерне синтаксичне явище — тюркський ізафет: kibrit kutu-su — букв. «сірник коробка його», тобто «сірникова коробка» чи «коробка сірників».

## Тюркські мови в Україні
В Україні представлено кілька тюркських мов: кримськотатарська (з позакримською діаспорою — бл. 700 тис. осіб), гагаузька (разом з молдовськими гагаузами — бл. 170 тис. осіб), караїмська, мова турків-месхетинців Херсонщини та інших діаспор, а також етнолекти кримськотатарської: урумська мова, мови циган — тайфів та урмачелів. Також історично в Україні були присутні вірмено-кипчацька мова, літературні тюркські мови тюркі та османська мова; ще раніше — мови половців, печенігів та інших тюркських народів.
За історичних умов формування тюркського населення Криму кримськотатарська мова склалася як мова типологічно неоднорідна: її три основні діалекти (степовий, середній, південний) належать відповідно до кипчацько-ногайського, кипчацько-половецького та огузького типів тюркських мов.
Предки сучасних гагаузів переселилися на початку XIX ст. з пн.-сх. Болгарії до тодішньої Бессарабії; відтоді їхня мова зазнала сильного впливу сусідніх румунської та слов'янських мов (поява пом'якшених приголосних, специфічного голосного заднього ряду середнього піднесення Ъ, який корелює в системі гармонії голосних з голосним переднього ряду Е).
У словнику численні запозичення з грецької, італійської (у кримськотатарській), перської, арабської, слов'янських мов.

## Запозичення до української мови
Чимало запозичень з тюркських мов прийшло за багато віків до української мови: аркан, балик, бардак, байрак, бакай, башлик, баштан, бешмет, боярин (за однією з версій), бугай, буланий, булат, бунчук, ватага, гарбуз, йогурт, кавун, казан, канчук, килим, кіш, кобза, ковбаса, ковпак, козир, колчан, корогва/хоругва (за однією з версій), кошовий, куманець, курінь, лошиця, майдан, орда, осавул, отаман, очкур, сагайдак, табун, товар, товариш, торба, торг, торгівля, тюрбан, тютюн, хабар, чабан, чалий, чигир, чума, чумак (є вже у словнику Махмуда Кашгарі, 1074 р.), шатро, шлик, яр, ясир.
Чимало тюркських географічних назв збереглося у степовій Україні та в Криму: Крим, Бахчисарай, Сасик, Кагарлик, Токмак, історичні назви Одеси — Хаджибей, Сімферополя — Акмесджіт, Берислава — Кизикермен, Білгорода-Дністровського — Аккерман. Київ також мав колись тюркську назву — Манкермен «Тиномісто». Типові тюркські за походженням прізвища Кочубей, Шеремета, Багалій, Кримський.